# Akademia Kujawsko-Pomorska

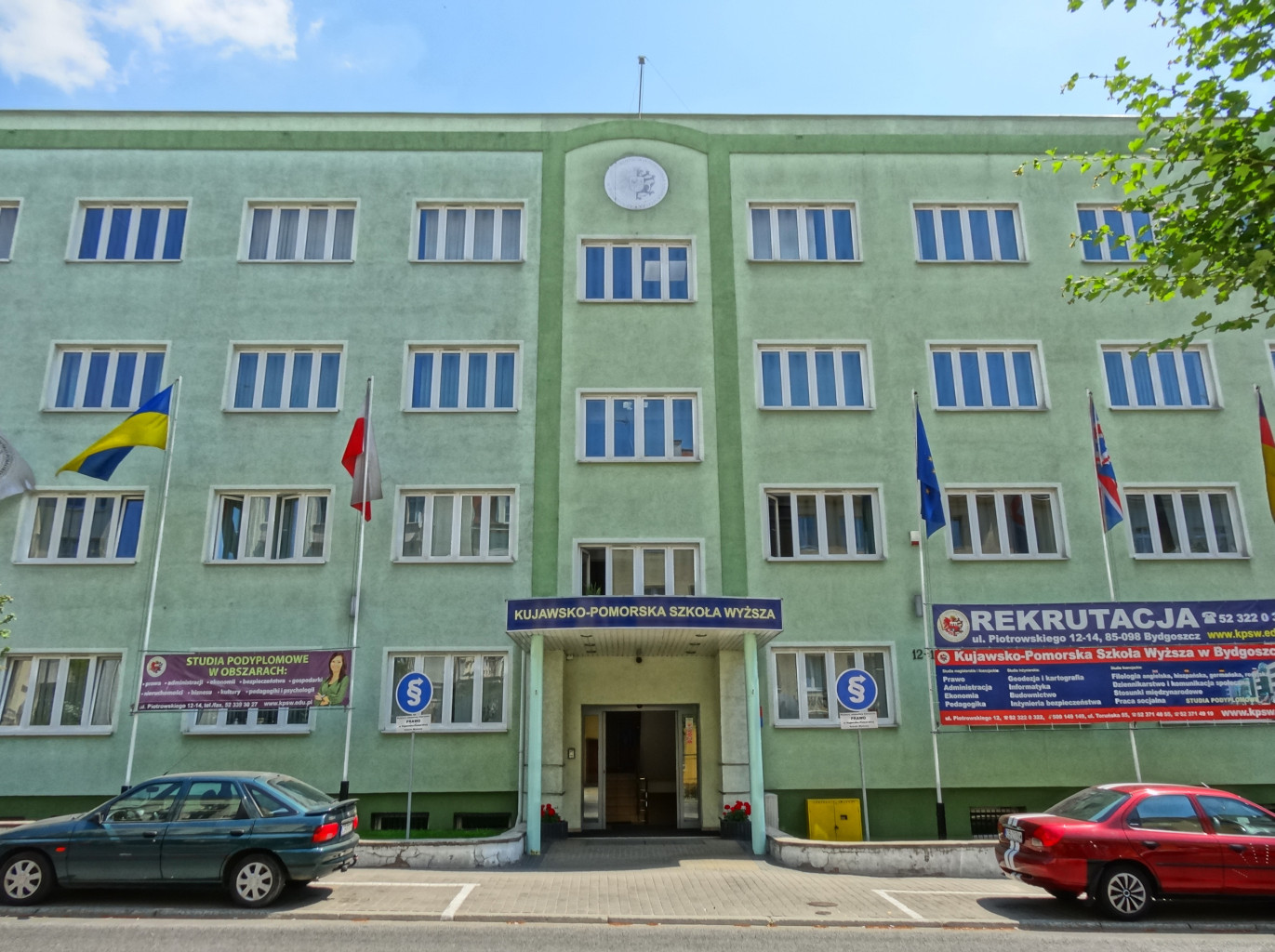
Kampus ul. Piotrowskiego

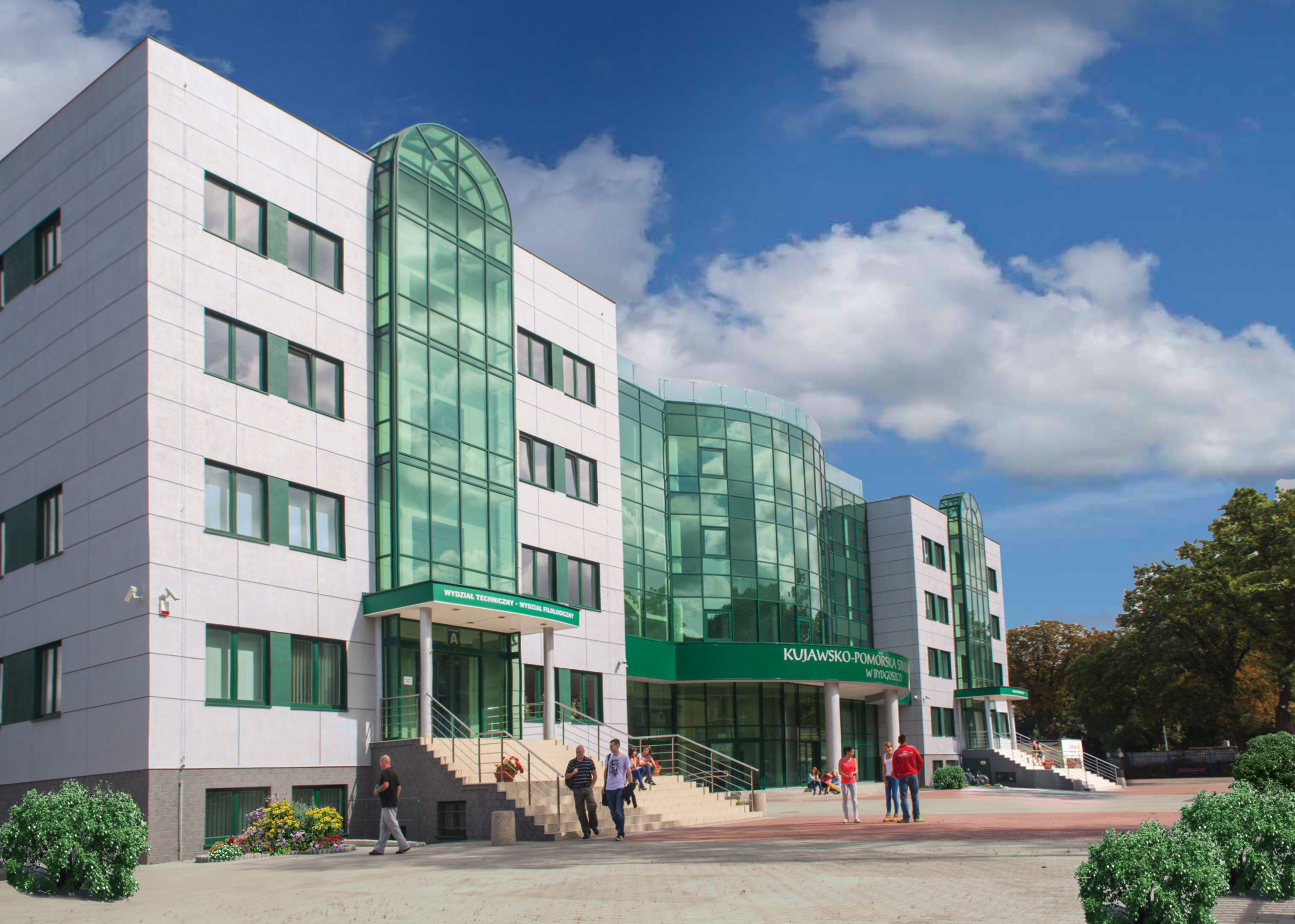
Kampus KPSW, ul. Toruńska 55-57

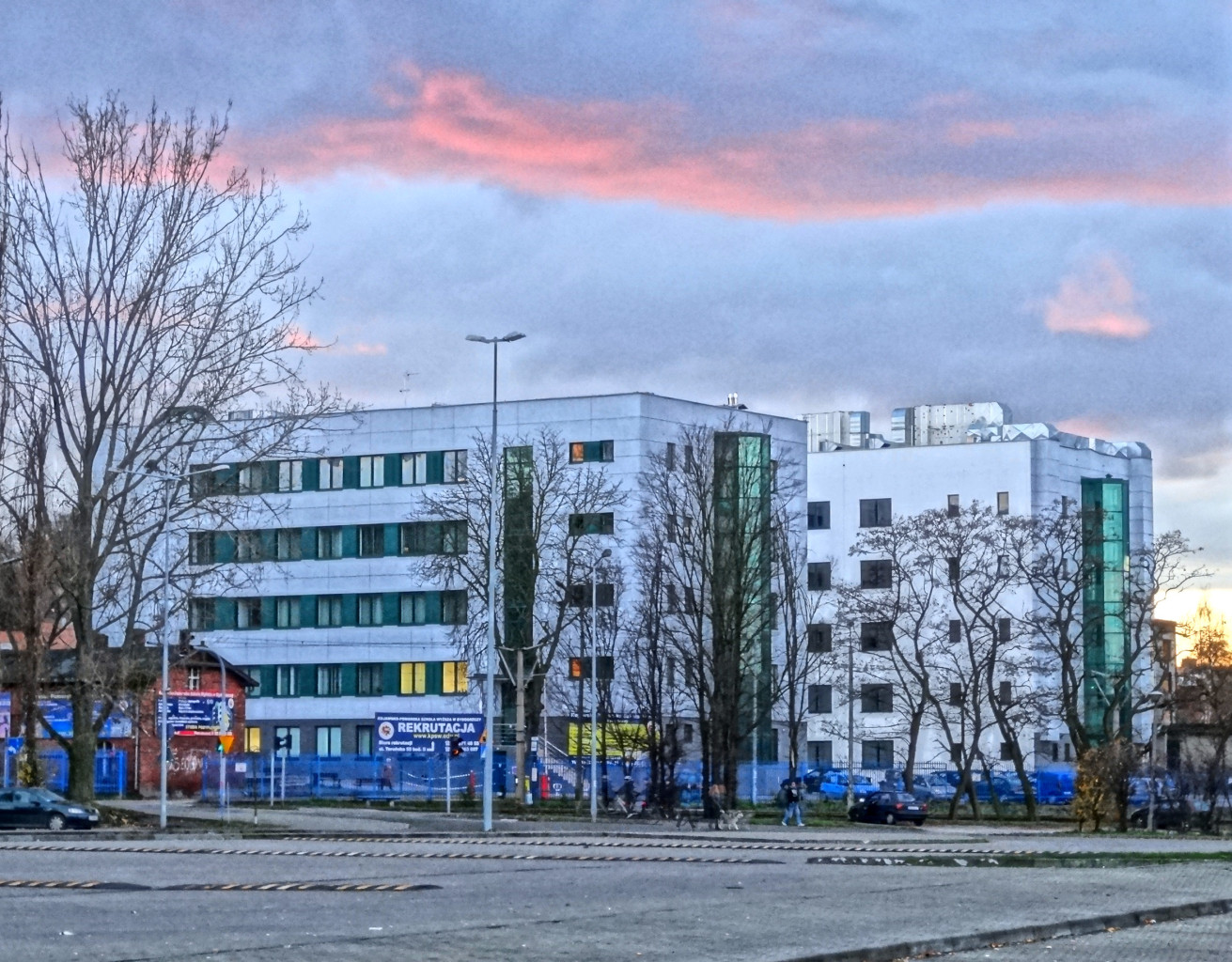
Kampus przy ul. Toruńskiej w kolorach zachodu słońca

Akademia Kujawsko-Pomorska (dawniej Kujawsko-Pomorska Szkoła Wyższa (KPSW) – niepubliczna szkoła wyższa utworzona w Bydgoszczy przez Helenę i Romana Czakowskich.

## Charakterystyka
Akademia Kujawsko-Pomorska to uczelnia akademicka (uprawniona do nadawania stopnia doktora i doktora habilitowanego). Obecnie AKP kształci na trzech wydziałach: Wydziale Nauk Prawnych, Społecznych i Humanistycznych, Wydziale Nauk Medycznych, Wydziale Nauk Inżynieryjno-Technicznym, a także w Centrum Kształcenia Podyplomowego i Ustawicznego oraz w Kolegium Doktorskim. W ofercie edukacyjnej oferujemy kształcenie na studiach jednolitych magisterskich, Io i IIo w zakresie 17 kierunków i poziomów kształcenia oraz w kilkudziesięciu specjalnościach. Oprócz Bydgoszczy uczelnia prowadzi nauczanie podyplomowe w ośrodkach zamiejscowych m.in. w Pile, Słupsku, Lublinie, Opolu, Olsztynie.
Integralnym elementem AKP jest, działające od 2003 roku, Biuro Karier, które służy studentom i absolwentom w wyborze drogi zawodowej oraz Akademicki Inkubator Przedsiębiorczości (od 2006/2007, nagrodzony przez Ministerstwo Gospodarki – znalazł się wśród czterech najlepszych w Polsce) prowadzony przez studentów, który wspomaga młodych ludzi chcących podjąć własną działalność gospodarczą.
AKP obejmuje ścisłym patronatem Kujawsko-Pomorskie Centrum Kształcenia, zawierającym dwa przedszkola. 
Akademia Kujawsko-Pomorska funkcjonuje na zasadach non-profit, co oznacza, że cały zysk jest przeznaczany na inwestycje. W ramach współpracy zagranicznej uczestniczy w programie  Erasmus oraz realizuje wymianę zagraniczną studentów i nauczycieli. Uczelnia jest organizatorem krajowych i międzynarodowych konferencji oraz seminariów naukowych. Od 2005 roku funkcjonuje Wydawnictwo KPSW, dla wydawania publikacji naukowych. 
Uczelnia zyskała opinię solidnej, stabilnej i przyjaznej studentom.

## Osiągnięcia
Kujawsko-Pomorska Szkoła Wyższa posiada szereg medali i wyróżnień, m.in. certyfikat „Wiarygodna Szkoła”. W 2005 i 2006 r. zajęła pierwsze miejsce w Bydgoszczy według rankingu „Perspektyw” i „Rzeczypospolitej” w kategorii szkół niepublicznych prowadzących studia zawodowe i licencjackie. W 2011 r. KPSW jako jedyna uczelnia z Polski została wybrana na partnera naukowego Fundacji Watykańskiej Joseph Ratzinger – Benedykt XVI, powołanej przez papieża 1 marca 2010 roku. Oprócz uczelni bydgoskiej, w programie uczestniczą: Katolicki Uniwersytet Najświętszego Serca Jezusa w Mediolanie oraz Papieski Uniwersytet Laterański. 
W 2024 roku ogłoszone zostały wyniki prestiżowego rankingu uczelni Perspektywy 2024. AKP kolejny rok z rzędu zajęła I miejsce w Bydgoszczy i 17 w kraju. Kapituła dokonywała oceny w ramach sześciu kategorii: prestiż, absolwenci na rynku pracy, siła naukowa, potencjał dydaktyczny, innowacyjność, umiędzynarodowienie. W ramach kategorii siła naukowa wyróżniony został wskaźnik "nasycenie kadry osobami o najwyższych kwalifikacjach". W tym właśnie wskaźniku Akademia Kujawsko-Pomorska drugi rok z rzędu otrzymała 100 %, maksymalną ilość punktów - jako jedyna uczelnia w Polsce. W kategorii umiędzynarodowienie maksymalną punktację tj. 100 % uzyskał wskaźnik wymiana kadry.  
Także w 2024 roku głoszono wyniki XVIII Rankingu Wydziałów Prawa Dziennika Gazety Prawnej. W tej edycji Akademia Kujawsko-Pomorska zajęła 3. miejsce wśród wszystkich uczelni niepublicznych w Polsce i pierwsze w Polsce północnej. Przez ostatnie dwa lata, tj. w 2023, 2022 i w 2021 roku Uczelnia była na podium zajmując 2 lub 3. miejsce w kraju.

## Historia
Kujawsko-Pomorska Szkoła Wyższa powstała z inicjatywy Heleny i Romana Czakowskich, prowadzących od 1992 roku Zespół Szkół Kujawsko-Pomorskiego Centrum Kształcenia. Obejmował on w 2004 dwa przedszkola, Liceum Ogólnokształcące, Liceum Profilowane, Liceum Ekonomiczne, Technikum Gastronomii i Hotelarstwa, Technikum Gastronomii i Hotelarstwa dla Dorosłych, Liceum Ogólnokształcące i Ekonomiczne dla Dorosłych oraz Studium Policealne.
13 września 2000 roku minister edukacji narodowej wydał zgodę na powstanie uczelni, a 29 grudnia 2000, pod nazwą Kujawsko-Pomorska Szkoła Wyższa w Bydgoszczy została wpisana do rejestru uczelni niepaństwowych pod numerem 51. Pierwszym rektorem został prof. dr hab. Jan Jakóbowski. Decyzja Ministra obejmowała zgodę na prowadzone przez KPSW trzyletnich licencjackich studiów zawodowych w trybie stacjonarnym i niestacjonarnym.
Uczelnia rozpoczęła statutową działalność w styczniu 2001 oferując dwa kierunki:
- Administrację – specjalność „administracja publiczna”
- Pedagogikę – specjalności: „resocjalizacja z profilaktyką społeczną” i „wychowanie z profilaktyką uzależnień”.

W 2004 na uczelni istniały dwa wydziały z 8 specjalnościami nauczania oraz podejmowano czynności przygotowujące do uruchomienia trzeciego wydziału – Ekonomii. Poza tym istniały również ogólnouczelniane jednostki dydaktyczno-organizacyjne jak: Studium Języków Obcych, Studium Informatyki i Mediów Edukacyjnych, Studium Wychowania Fizycznego i Sportu, Studium Studenckich Praktyk Zawodowych oraz Biuro Karier.
Od 2005 wyniku uruchomienia nowych kierunków studiów, uczelnia zmieniła profil na humanistyczno-ekonomiczny, zaś w 2006 r. zyskała charakter akademicki poprzez zgodę MEN na prowadzenie uzupełniających studiów magisterskich na kierunku pedagogika. W 2007 otrzymała zgodę na uruchomienie trzech nowych kierunków – filologii, stosunków międzynarodowych oraz geodezji i kartografii. Tym samym KPSW powiększyła się o dwa nowe wydziały – filologiczny i techniczny. W kolejnych latach otwierano kolejne kierunki: w 2009 r. – budownictwo, administracja (magisterska),  w 2010 r. – filologia hiszpańska, praca socjalna, dziennikarstwo i komunikacja społeczna, informatyka oraz prawo (studia magisterskie). W lipcu 2011 r. uczelnia uzyskała zgodę MEN na uruchomienie studiów magisterskich na kierunku ekonomia oraz na uruchomienie studiów inżynierskich na kierunku inżynieria bezpieczeństwa.
W pierwszym roku istnienia uczelni kadrę naukową stanowiło 43 nauczycieli akademickich, zaś w 2004 r. 108 osób; w tym: 6 profesorów tytularnych, 17 profesorów uczelnianych z habilitacją, 34 doktorów i 51 magistrów. Kadra KPSW w latach 2001–2004 zorganizowała konferencje naukowe z tematyki: profilaktyki uzależnień w szkole i środowisku lokalnym (2002); perspektyw wychowania przedszkolnego (2003) oraz funkcjonowania człowieka we współczesnym świecie w perspektywie społecznej, psychologicznej i biologicznej (2004). W ramach wymiany międzynarodowej uczelnia współpracowała m.in. z uniwersytetami na Łotwie, Wielkiej Brytanii, Irlandii i Francji.
W kolejnych latach istnienia uczelni zwiększała się liczba studentów, od 521 w 2001 r. do 1632 w 2003, zaś w 2008 r. sięgnęła 6220 osób.

## Baza lokalowa
Początkowo siedziba uczelni została zlokalizowana w budynku przy ul. Warmińskiego 3.
W 2002 r. zakupiono i zaadaptowano na potrzeby uczelni obiekt przy ul. Władysława Bełzy 2, który zmodernizowano na potrzeby Wydziału Pedagogicznego, a w styczniu 2004 r. budynek przy ul. Piotrowskiego 12–14, gdzie umieszczono Wydział Administracji i Stosunków Międzynarodowych, Wydział Ekonomii oraz Rektorat. Od 2012 r. w budynku przy ul. Piotrowskiego 12–14 mieścił się Wydział Prawa i Administracji oraz Wydział Ekonomiczno-Społeczny. W roku akademickim 2014/2015 Wydział Pedagogiczny połączył się w Wydziałem Filologicznym tworząc Wydział Nauk Społecznych i Filologicznych. Wydział Prawa i Administracji połączył się z Wydziałem Ekonomiczno-Społecznym tworząc Wydział Prawa, Administracji i Ekonomii. 
Kolejny obiekt uczelni mieści się przy ul. Toruńskiej 55-57, obejmując obszar około 1 ha, gdzie planowano wzniesienie od podstaw własnego kampusu uczelni, składającego się z trzech budynków dydaktycznych, domu studenckiego, hotelu asystenckiego oraz hali sportowo-widowiskowej. Prace przy wznoszeniu obiektów zainicjowano w 2005 r. Użytkowanie pierwszego skrzydła kampusu rozpoczęto w 2008 r. Mieszczą się w nim wydziały: Pedagogiczny,  Filologiczny oraz Techniczny. Działa tu również Międzynarodowe Centrum Nauki i Edukacji, Centrum Wystaw Artystycznych oraz Akademickie Radio Internetowe MEGAFON. W 2009 r. rozpoczęła się budowa drugiego skrzydła kampusu. W 2011 r. do nowego skrzydła przeniesiona Wydział Filologiczny i Wydział Techniczny. W 2012 r. oddano do użytku trzecie skrzydło kampusu, gdzie obecnie mieści się Rektorat.
Aktualnie budynek przy ul. Toruńskiej jest główną siedzibą Uczelni, w której mieści się m.in. Rektorat, wszystkie Wydziały i Biblioteka Główna.

## Kierunki
Obecnie (r. ak. 2025/26) studenci mają możliwość kształcenia się na studiach I i II stopnia na 17 kierunkach.
- Administracja
- Budownictwo
- Ekonomia
- Filologia (angielska, hiszpańska, germańska)
- Finanse i Rachunkowość
- Geodezja i Kartografia
- Informatyka
- Obronność i Bezpieczeństwo
- Pedagogika
- Pedagogika przedszkolna i wczesnoszkolna
- Pielęgniarstwo
- Praca socjalna
- Prawo
- Prawo w zarządzaniu
- Prawo międzynarodowe i UE w biznesie
- Psychokryminalistyka
- Ratownictwo medyczne

Dodatkowo uczelnia daje możliwość podjęcia studiów podyplomowych dla nauczycieli i pracowników wspomagania terapeutycznego, wzięcia udziału w kursie przygotowawczym na aplikacje prawnicze oraz kształcenia w ramach Kolegium Doktorskiego.